# Linux-libre
Linux-libre – projekt, który wydaje zmodyfikowane przez siebie wersje jądra Linux. W tej wersji usunięte zostało oprogramowanie, którego kod został zaciemniony, wydany na niewolnej licencji bądź w ogóle nie został opublikowany (tzw. blob binarny). Linux-libre został zatwierdzony przez Free Software Foundation i jest jądrem wszystkich dystrybucji GNU/Linuksa zatwierdzonych jako całkowicie wolnych przez FSF.